# René Drouin
Pour les articles homonymes, voir René Drouin (homonymie) et Drouin.
Pour les personnes ayant le même patronyme, voir Drouin.
René Drouin, né le 26 mai 1943 à Moyeuvre-Grande (Moselle), est un enseignant et homme politique français, membre du Parti socialiste.

## Biographie
Petit-fils de mineur et fils d'ouvrier, il devient professeur de mathématiques à la fin des années 1960. Syndiqué au SGEN-CFDT, il est adhérent du PSU avant de rejoindre le Parti socialiste en 1976. Il est maire de Moyeuvre-Grande pendant presque quarante ans, de 1983 à 2020, député de la Moselle de 1981 à 1993, conseiller général de la Moselle de 1982 à 1994 et conseiller régional de Lorraine de 1981 à 1986. En 2020, il décide de se retirer de la vie politique, estimant devoir laisser à d'autres le soin "d'apporter leurs idées" .

## Décoration
- Chevalier de la Légion d'honneur par décret du 3 avril 2015[3]